# 刺藍子魚
刺蓝子鱼（学名：Siganus spinus，俗名臭肚魚、象魚）为輻鰭魚綱蓝子鱼科蓝子鱼属的鱼类。1758年，卡爾林奈 (Carl Linnaeus)在《自然系統》第10版中首次將Siganus spinus正式描述為Sparus spinus，模式产地在爪哇。

## 分布
本魚印度西太平洋區，包括斯里蘭卡、安達曼海、泰國、緬甸、馬來西亞、菲律賓、日本、台灣、越南、中國沿海、印尼、新幾內亞、澳洲、密克羅尼西亞、帛琉、馬里亞納群島、馬紹爾群島、諾魯、所羅門群島、斐濟群島、新喀里多尼亞、東加、萬納杜、薩摩亞群島、庫克群島、紐埃、吉里巴斯等海域。

## 分度
水深1至50公尺。

## 特徵
本魚體呈橢圓形且側扁，其深度是其標準長度的2.3至2.8倍。頭部的背部輪廓在眼睛上方凹陷，口鼻凸且鈍，前鼻孔有一個長瓣，至少達到後鼻孔的三分之二。身體上半部呈黃褐色，下半部呈白色。體測具灰白色捲曲似蟲的紋路，有時條紋之間形成不規則的網狀格，有時散佈若干不規則的小黑斑。頭部棕褐色，蟲狀紋不顯著。幼魚的尾鰭微凹，成魚的尾鰭截形。背鰭硬棘13枚、軟條10枚；臀鰭硬棘7枚、軟條9枚。它体长可达28厘米，一般为18厘米。另外各鰭鰭棘上有毒腺，被刺到會引起劇痛，須小心。

## 生態
本魚屬於暖水性近岸鱼类小型魚類，棲息在岩礁和珊瑚礁區，成群活動，主要以附生在礁石的藻類為食。

## 經濟利用
肉質鮮美，適合煮薑絲清湯或鹽燒，也可做為觀賞魚。